# Siphanta angularis
Siphanta angularis är en insektsart som beskrevs av Fletcher 1985. Siphanta angularis ingår i släktet Siphanta och familjen Flatidae. Inga underarter finns listade i Catalogue of Life.